# Su Helen Galaz
Su Helen Ignacia Galaz Espinoza (Algarrobo, Región de Valparaíso, 27 de mayo de 1992) es una futbolista chilena. Juega de defensa y su equipo actual es Universidad de Chile de la Primera División de fútbol femenino de Chile. Además, es jugadora de la selección chilena.
Fue parte del plantel de Chile que fue subcampeón de la Copa América Femenina 2018.

## Estadísticas

### Clubes
| Club                 | País   | Año           |
| -------------------- | ------ | ------------- |
| Provincial Osorno    | Chile  | 2008          |
| Everton              | Chile  | 2009-2013     |
| Santiago Morning     | Chile  | 2014-2018     |
| Zaragoza CFF         | España | 2018-2019     |
| Santiago Morning     | Chile  | 2019-2024     |
| Universidad de Chile | Chile  | 2025-presente |